# Nicholas Aysshton
Nicholas Aysshton foi um político inglês que foi deputado por Liskeard em maio de 1421, por Helston em 1422, 1423, 1425, 1427 e 1435, por Launceston em 1431 e 1432 e por Cornwall em 1437 e 1439. Ele foi juiz de paz em Cornwall, Devon, Dorset, Hampshire, Somerset, Surrey e Wiltshire; um administrador e recebedor de Caliland; e um sargento-de-lei. O seu filho foi Edward Aysshton.